# Musée Miniature et Cinéma
Le musée Miniature et Cinéma, anciennement musée des miniatures et décors de cinéma, est un musée privé fondé en 2005 par l'artiste miniaturiste Dan Ohlmann. Il est situé au no 60 rue Saint-Jean à Lyon, hébergé dans le bâtiment historique classé  de l'ancienne Maison des avocats. Depuis le 8 décembre 2021, il est dirigé par Julien Dumont.

## Historique
Le 20 décembre 1991, en présence du maire de Lyon Michel Noir, le miniaturiste Dan Ohlmann et Nadine Noyer, responsable des collections, ouvrent le Palais de la Miniature rue Juiverie, dans l'ancien local de la billetterie du funiculaire Saint-Paul - Fourvière. Pendant huit ans, le Palais accueille 500 000 visiteurs, mais en 2000, les charges trop lourdes entraînent sa fermeture, et les miniatures partent au musée Grévin.
En 2002, l'ordre des avocats de Lyon souhaite vendre la Maison des avocats. Gisela Oeri, collectionneuse et mécène suisse, avait rencontré Dan Ohlmann pour chercher un lieu dans le Vieux Lyon afin d'y ouvrir un musée de la miniature. Elle acquiert la Maison des avocats et rachète les miniatures de Dan Ohlmann. Le Musée international de la miniature est inauguré le 10 février 2005 et est dirigé par Dan Ohlmann.

## Collections
Le musée abrite deux collections permanentes : une collection consacrée à l'art de la miniature et une autre aux techniques d'effets spéciaux utilisés dans les tournages de cinéma.
Dans la partie concernant l'art de la miniature, le musée conserve la collection complète des œuvres de Dan Ohlmann au dernier étage, ainsi que différentes œuvres, dont certaines de Ronan-Jim Sévellec, Julien Martinez, Françoise Andres, Yves Chouard, Michel Perez.
Douze salles sont consacrées aux techniques des effets spéciaux du cinéma avec des matériels et des pièces d'origine : masques et prothèses, fond d'incrustation, animatroniques, véhicules miniatures, décors miniatures, matte paintings, décors grandeur nature, maquettes, costumes, effets de direct[C'est-à-dire ?], le stop motion, l'animation 3D, le numérique.
On peut aussi voir des salles avec des décors du film Le Parfum, histoire d'un meurtrier (cave et atelier de Grenouille, bureau de Baldini, boutique des parfums).
Parmi les animatroniques, le musée expose celui de la reine du film Alien vs Predator, du monstre de Mimic[Lequel ?], et le galion volant Richelieu du film Les Trois Mousquetaires de Paul W. S. Anderson.

## Expositions temporaires
- Du 2 janvier 2013 au 31 décembre 2013 : la locomotive du film Hugo Cabret de Martin Scorsese[10],[11].
- Du 30 avril au 27 septembre 2015 : Les Poupées extravagantes de Julien Martinez[12],[13].
- Du 15 décembre 2015 au 31 mars 2016 : exposition consacrée à Wes Anderson, avec notamment des maquettes de ses films The Grand Budapest Hotel et Fantastic Mr. Fox[14].
- Du 7 octobre 2016 au 2 avril 2017 : Ma vie de Courgette[15],[16].
- Du 20 octobre 2017 au 4 mars 2018 : exposition de Charles Matton (Espaces intérieurs)[17],[18],[19].
- Du 13 octobre 2018 au 5 mai 2019 : exposition consacrée à la filmographie de Jean-Pierre Jeunet et Marc Caro (précédemment présentée à la Halle Saint-Pierre à Paris)[20].
- Du 7 juin 2023 au 31 mars 2024 : exposition Drew Struzan (Magnifier la pop culture – l'art de Drew Struzan) pour la première fois au monde[21],[22],[23],[24],[25].
- À partir du 6 avril 2024 et prévu jusqu'en décembre 2024 : Génération Chasseurs de fantômes à l'occasion des 40 ans de la franchise SOS Fantômes et de la sortie du nouveau film SOS Fantômes : La Menace de glace[26],[27],[28].
- Annoncé pour le 11 septembre 2024 : Beetlejuice, Beetlejuice, Beetlejuice – Du concept à l'écran à l'occasion de la sortie du film Beetlejuice Beetlejuice le 11 septembre 2024[29],[30].